# Pedro de Govantes y Azcárraga
Pedro de Govantes y Azcárraga (Manila, 1853 - Madrid, 1927) fou un advocat i polític espanyol, nomenat el 1898 comte d'Albay.

## Biografia
La seva família tenia interessos econòmics a les Filipines. Quan tornà a Espanya va estudiar dret a la Universitat de Madrid i es vinculà als sectors conservadors de Leopoldo O'Donnell que després formarien el Partit Conservador, dirigit a Castelló per Victorino Fabra Gil, conegut com el cossi. Fou elegit diputat pel districte de Morella a les eleccions generals espanyoles de 1891, 1896, 1898, 1899 i 1901.
Esdevingué un enllaç fonamental per als interessos de la família Fabra i del seu grup polític. Al mateix temps, les seves intervencions parlamentàries van estar centrades especialment en les relacions comercials entre Espanya i les Filipines, davant els interessos intervencionistes dels Estats Units. Va ser col·laborador habitual de les publicacions El Comercio i Revista de Filipinas, així com director i copropietari de La Ilustración de Oriente. L'abril del 1896 va tornar a ser elegit diputat, càrrec que va exercir de manera continuada a les eleccions de 1905, 1907 i 1910.
El 6 d'agost de 1898 el Govern li va concedir el nomenament de Comte d'Albay (una de les províncies en les antigues possessions insulars, al sud de Manila, que té com a capital la ciutat de Legazpi) i en 1900 va ser un dels promotors de la Unió Iberoamericana, projecte de relacions supranacionals econòmiques i culturals amb Portugal i els territoris hispànics. Per les seves gestions en el desenvolupament de les infraestructures viàries a Castelló, la ciutat de Vila-real li va concedir el títol de Fill Adoptiu el maig de 1904.
A partir de 1905 es va vincular al sector maurista i el 14 de juny del mateix any va ser nomenat Sotssecretari ministerial d'Instrucció Pública i Belles Arts amb el ministre Juan de la Cierva y Codorníu. El 2 de gener de 1914, al cessar com a diputat, Pedro Govantes va ser declarat Senador Vitalici del Regne, passant a un segon pla en la política activa. En 1918 es va distanciar del partit d'Antoni Maura, i es va adscriure al ciervismo, pel nom de l'antic ministre murcià que havia estat el seu protector.